# Olcades
Los olcades eran un pueblo celtíbero o ibero localizada en la provincia de Cuenca, aunque su ubicación ha suscitado diversas hipótesis. Tenían por vecinos a los poderosos carpetanos al oeste, los arévacos (situados en la actual provincia de Guadalajara) al norte, los oretanos al sur, y los edetanos al este. Ocuparían las abruptas tierras meridionales del sistema Ibérico y de la cuenca del Júcar al sur de la serranía de Cuenca, ya perteneciente a los celtíberos, entre las llanuras litorales habitadas por edetanos y las del interior por carpetanos. Los yacimientos arqueológicos (Iniesta, Barchín del Hoyo, Manchuela conquense) indican que todo el territorio manchego al sur de la Serranía conquense era de cultura íbera lo que sitúa al pueblo olcade dentro del ámbito del mundo ibero o bien habría que situarlo más al norte, ya en plena serranía. Debido a sus contactos con los celtíberos por su vecindad pudiera ser que sufrieran algún tipo de influencia cultural.

Pueblos prerromanos de la península ibérica.

Idiomas en la península ibérica en el 300 A.C.

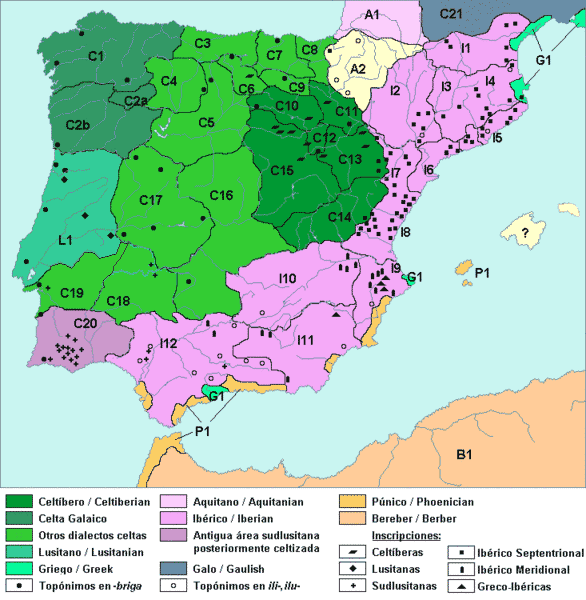
Familias lingüísticas de la península ibérica antes de la romanización
C1: Galaicos / C2b: Brácaros / C3: Cántabros / C4: Astures / C5: Vacceos / C6: Turmogos / C7: Autrigones-Caristios / C8: Várdulos / C9: Berones / C10: Pelendones / C11: Belos / C12: Lusones / C13: Titos / C14: Olcades / C15: Arévacos / C16: Carpetanos / C17: Vetones / C18-C19: Célticos / C20: Conios / L1: Lusitanos / I1: Ceretanos / I2: Ilergetes / I3: Lacetanos / I4: Indigetes / I5: Layetanos / I6: Ilercavones / I7: Sedetanos / I8: Edetanos / I9: Contestanos / I10: Oretanos / I11: Bastetanos / I12: Turdetanos / G21: Galos / G1: Griegos / P1: Fenicios/Cartagineses / B1: Bereberes.

Hecateo de Mileto los situaba entre el alto Tajo y el Júcar medio. Posteriormente, solo se citan en época anibálica, desapareciendo posteriormente absorbidos entre celtíberos y edetanos, y siendo mal conocidos. Más tarde Tito Livio los consideró un apéndice de los carpetanos. Por otra parte el historiador Manuel Gómez-Moreno los situaba en La Alcarria.
A esta tribu se le han adjudicado las ciudades celtíberas de Caesada (Hita) y una serie de oppida situados en las altiplanicies del occidente de la provincia de Cuenca, como Segóbriga, Valeria, Laxta y Ercávica. En 221 a. C. su capital, Althia, fue tomada por Aníbal tras vencer a una coalición de vettones, olcades y carpetanos. Dado que el nombre es dado por los historiadores griegos, algunos eruditos sugieren que fue "Kelin", en el yacimiento de Los Villares, en Caudete de las Fuentes. A lo largo del siglo III a. C. desaparecen como etnia, siendo su territorio absorbido por los carpetanos.
Las excavaciones de las últimas décadas, al situarlos en zona plenamente ibera, sitúan al pueblo, supuestamente olcade, en el entorno del oppidum ibero de Ikalesken (Iniesta) que dominaría el territorio actual de la Manchuela conquense y albaceteña y limitaría al norte con las zonas celtíberas de Valeria, Segóbriga, etc..